# Elija Spira
Elija Spira (též Elijahu Šapira nebo Šapiro, hebrejsky אליהו שפירא‎), 1660, Praha – 14. dubna 1712, tamtéž) byl pražský rabín a roš ješiva.

## Život
Narodil se v Praze jako syn Binjamina Wolfa Spiry. Jeho švagrem se byl Ja'akov Reischer. Studoval Tóru v polské Kališi u Avrahama Gombinera.
Působil jako rabín v Tyktotíně a poté jako kazatel a řídící velké pražské ješivy.
Zemřel v Praze v noci na 14. dubna 1712. Byl pochován na Starém židovském hřbitově v Josefově.

## Dílo
V roce 1689 vydal spis Elija zuta představující komentář k dílu Mordechaje Jaffeho Levuš, konkrétně k části týkající se Šulchan aruchu, dílu Orach chajim (Praha, 1689, 1701).
Jeho cenné dílo Elija raba (Sulzbach, 1757) obsahující diskuse k Orach chajim, nechal po jeho smrti vytisknout jeho syn, jehož jméno není uvedeno.
Šeš šitot, spis o šesti talmudických traktátech, byl zveřejněn jeho vnukem Elijou ben Wolf Spirou (Fürth, 1768).
Všechny rukopisy jeho prací, včetně výkladu bible a talmudu, stejně jako jeho kázání, responsa a další, byly zničeny při požáru v roce 1754.